# Nadia Hamza
Nadia Hamza (Puerto Saíd, 1939) es una directora de cine, productora y guionista egipcia. Antes de dirigir, Hamza trabajó como guionista, asistente y productora. Se caracteriza por filmar películas con protagonistas mujeres que discuten sus aspiraciones y experiencias. Sus personajes femeninos están representados como ganadoras; también busca desafiar la mirada social sobre las mujeres que trabajan. En 1994 fundó su propia compañía productora, Seven Stars Studio, y comenzó a colaborar con otros cineastas egipcios. Hamza considera que las directoras se diferencian de sus colegas varones en la forma de abordar los temas en las películas y en cómo sostienen y usan la cámara. 

## Primeros años
Hamza nació en la ciudad de Puerto Saíd, al norte de El Cairo, en 1939. Trabajó como periodista en la sección de arte del periódico Al Goumhouriah cuando su familia se trasladó a la capital. Luego consiguió un empleo en una revista popular egipcia, Al Kawakeb, lo que la llevó a tener conexiones con artistas, actores, productores y directores de cine. Tomó un curso de escritura de guiones en el Instituto de Cine y se convirtió en asistente de su profesor, Niazi Mustafa, quien también era director de cine. Mustafa le prometió que la contrataría en ese puesto una vez que terminara el curso y luego trabajaron juntos en una obra.

## Carrera
Hamza ganó sus primeros salarios como asistente del director y profesor suyo Niazi Mustafa en Saghira Ala Al Hobb (1966). Su primer trabajo propio y su debut como directora, Bahr al-awham (Mar de fantasía, 1984) recibió buena crítica por parte de los comentaristas de África del Norte y Oriente Medio. Hamza comenzó a dirigir y producir una nueva película cada año: Al-Nisa (Mujeres, 1985); Nisa Khalfa al-qoudban (Mujeres detrás de las barreras, 1986); Hiq Imra’ah (La codicia de una mujer; 1987), Al-Mar’ah wa-I-qanoun (La mujer y las leyes, 1988) y Imra’ah li-I-asaf (Ay, las mujeres, 1988). Más tarde se hizo conocida como una cineasta feminista que presentaba a las mujeres como son, fuera de la imagen popular de los melodramas.
Su primera película, Bahr al-awham, es acerca de las mujeres que trabajan como prostitutas; mientras que Nisa Khalfa al-qoudban sigue la historia de la hija de una guardia de la prisión que acaba bajo supervisión luego de haber sido atrapada en la filmación de una película pornográfica. Luego de haber fundado su propia productora, Hamza colaboró con otras guionistas árabes, como Inas Bakr o Noor El Din. El tema recurrente en las películas de Hamza es la representación de protagonistas del Norte de África o de Oriente Medio que viven en la pobreza y el dolor. Sus personajes están destinados a morir y fracasar, pero cuando la película está por terminar, logran redimirse por sus elecciones.

## Filmografía
Directora
- Bahr al-awham (1984)
- Al-Nisa (1985)
- Nisa Khalfa al-qoudban (1986)
- Hiq Imra’ah (1987)
- Al-Mar’ah wa-I-qanoun (1988)
- Imra’ah li-I-asaf (1988)
- Ma'araket Alnaqeeb Nadia (1990)
- Nesaa Sa'aleek (1991)
- Emra'a Wa Emra'a (1995)
- Wehyat Alby Wa Afraho (2000)

Asistente
- 'Saghira Ala Al Hobb (1966)